# 钱德拉布尔
钱德拉布尔（馬拉提語發音：[t͡ʃən̪d̪ɾəpuːɾ]）是印度马哈拉施特拉邦钱德拉布尔县的一个城镇。总人口297612（2001年）。

## 人口
该地2001年总人口297612人，其中男性148499人，女性149113人；0—6岁人口35548人，其中男18752人，女16796人；识字率72.85%，其中男性为81.22%，女性为64.50%。